# Anton Spendou
Anton Spendou (Špendov), slovenski rimskokatoliški duhovnik, teološki pisatelj in reformator avstrijskega šolstva,  * 22. maj 1739, Mošnje, † 30. maj 1813, Dunaj.

## Življenje in delo
Rodil se je očetu Antonu in materi Gertrudi (dekliški priimek ni znan). Leta 1756 je v Ljubljani končal gimnazijo ter 1758 dve leti študija filozofije. Na Dunaju je študiral bogoslovje in leta 1764 doktoriral. Od leta 1766 je bil na Dunaju kurat nadškofijske kurije pri sv. Štefanu in deset let spiritual v dunajski bogoslovnici, v letih 1775/1776 je bil prorektor renske in 1778/1779 avstrijske akademije, od 1781 izpraševalec pri izpitih na teološki fakulteti ter v letih 1783/1784 njen dekan. Že kot kanonik je bil v letih 1795−1801 član dvorne komisije za revizijo šolstva. V letih 1798/1799 rektor dunajske univerze in kot tak predsednik študijskega konsenza, od 1803 do smrti leta 1813 predstojnik dunajske univerzitetne knjižnice, od leta 1807 direktor teološkega študija na fakulteti ter od 1807 tudi knjižni cenzor.